# Gracie Glam
Gracie Glam est une actrice pornographique, née à Raleigh (Caroline du Nord), le 30 septembre 1990. Elle apparaît également sous le nom de Kelly Atera.

## Récompenses
- 2011 : AVN Award[2]
  - Meilleure nouvelle starlette (Best New Starlet)
  - Meilleure scène de sexe de groupe (Best Group Sex Scene) pour Buttwoman vs. Slutwoman (avec Alexis Texas, Kristina Rose et Michael Stefano)
- 2014 : AVN Award
  - Meilleure scène de sexe entre filles de groupe (Best All-Girl Group Sex Scene) pour Meow! 3 (avec Mia Malkova et Raven Rockette)[3]
- 2018 : XBIZ Award[4]
  - Best Sex Scene - Couples-Themed Release pour It's Complicated (Wicked Pictures)

### Nominations
- 2011 : AVN Award
  - Meilleure scène de sexe entre deux filles (Best All-Girl Couples Sex Scene) pour Girl Crush (avec Brooke Lee Adams) et pour She's My Man 7 (avec Allie Haze)
  - Meilleure scène de sexe oral (Best Oral Sex Scene) pour Jerkoff Material 5
  - Meilleure scène en POV (Best POV Sex Scene) pour Jerkoff Material 5
  - Meilleure scène de sexe à trois (F/F/H) (Best Three-Way Sex Scene (G/G/B)) pour Beach Patrol
- 2012 : AVN Award
  - Meilleure scène de sexe entre filles de groupe (Best All-Girl Group Sex Scene) pour Gracie Glam: Lust (avec Andy San Dimas et Jessie Andrews)

## Filmographie sélective
Le nom du film est suivi du nom de ses partenaires lors des scènes pornographiques.
- 2009 : We Live Together.com 10
- 2009 : The Sex Files – A Dark XXX Parody avec Angelica Raven, Charley Chase, Jackie Daniels, Pike Nelson
- 2009 : Suck It Dry 7 avec Jonni Darkko
- 2009 : Molly's Life 2 avec Molly Cavalli
- 2010 : My First Girlfriend avec Zoe Voss
- 2010 : Jerkoff Material 5 avec Tim Von Swine
- 2010 : Cheerleaders Academy avec Alexis Ford et Amia Miley
- 2010 : She's My Man 7 avec Allie Haze
- 2011 : Seduced by a Real Lesbian 11 avec Layden Sinn
- 2011 : Pretty in Pink avec Lexi Belle
- 2011 : Lesbian Babysitters 4 avec RayVeness (scène 2) ; avec Natasha Nice (scène 3)
- 2012 : Orgy II : The XXX championship
- 2012 : Lesbian Adventures: Wet Panties Trib 2 avec Sinn Sage
- 2012 : Girls Kissing Girls 11 avec Sinn Sage
- 2013 : Meow! 3 avec Mia Malkova et Raven Rockette
- 2013 : Camp Cougar: Teaching Kittens
- 2013 : 69 Scenes: Brunettes vs Blondes
- 2014 : Older/Younger: Unrefined
- 2014 : Hot Cherry Pies 7 avec Lux Kassidy
- 2014 : Yoga Girls 3 avec A.J. Applegate
- 2015 : Sapphic Sensation 4 avec Ava Addams
- 2015 : Angela Loves Women avec Angela White
- 2016 : Here Comes the Bride avec Samantha Rone
- 2016 : Your Dirty Daughter avec Ava Addams
- 2017 : Lesbian Obsessions 2 avec Prinzzess
- 2017 : Lick It Good 2 avec Ryan Ryans
- 2018 : Fit For Sex (compilation)
- 2018 : Gonzo Girls 2 (compilation)